# Vana-Roosa
Vana-Roosa (Duits: Rosenhof) is een plaats in de Estlandse gemeente Rõuge, provincie Võrumaa. De plaats heeft de status van dorp (Estisch: küla) en telt 77 inwoners (2021).
Tot in oktober 2017 lag Vana-Roosa in de gemeente Varstu. In die maand werd de gemeente Varstu bij de gemeente Rõuge gevoegd.
Ten oosten van Vana-Roosa stroomt de rivier Mustjõgi. Ten zuiden van het dorp ligt het stuwmeer Vana-Roosa paisjärv.

## Geschiedenis
De Duitse naam Rosenhof gaat terug op de familie von Rosen, de eerste bezitters van het landgoed Rosenhof, dat aanvankelijk ook wel Schönangern genoemd werd. De eerste vermelding, onder de naam Hof Schenanger, dateert van 1493. In 1848 werd het landgoed opgedeeld; het landgoed van Krabi splitste zich af en nam de naam Schönangern mee.
Het landgoed was tot 1794 met korte onderbrekingen steeds in handen van de familie von Rosen. De laatste eigenaar voor de onteigening door het onafhankelijk geworden Estland in 1919 was Reinhold von Liphart. De droogschuur van het landgoed is bewaard gebleven.
In 1735 kreeg Vana-Roosa een lutherse kerk, de Roosa Jakobi kirik, gewijd aan Jakobus de Meerdere. In 1893 werd de houten kerk vervangen door een kerk van natuursteen en baksteen. Architect was Reinhold Guleke. De toren is vierkant. Het altaarstuk is een kopie van het altaarstuk in de kerk van Rõuge; het orgel is het allereerste orgel dat (in 1900) door de orgelbouwersfamilie Kriisa is opgeleverd.
In de jaren twintig van de 20e eeuw ontstond op het voormalige landgoed een nederzetting, die eerst de naam Roosa kreeg. In 1970 kreeg ze de status van dorp en in 1977 werd ze herdoopt in Vana-Roosa (‘Oud-Roosa’) en werden de buurdorpen Palukülä, Savira en Sulõmõisa bij Vana-Roosa gevoegd.

## Foto's

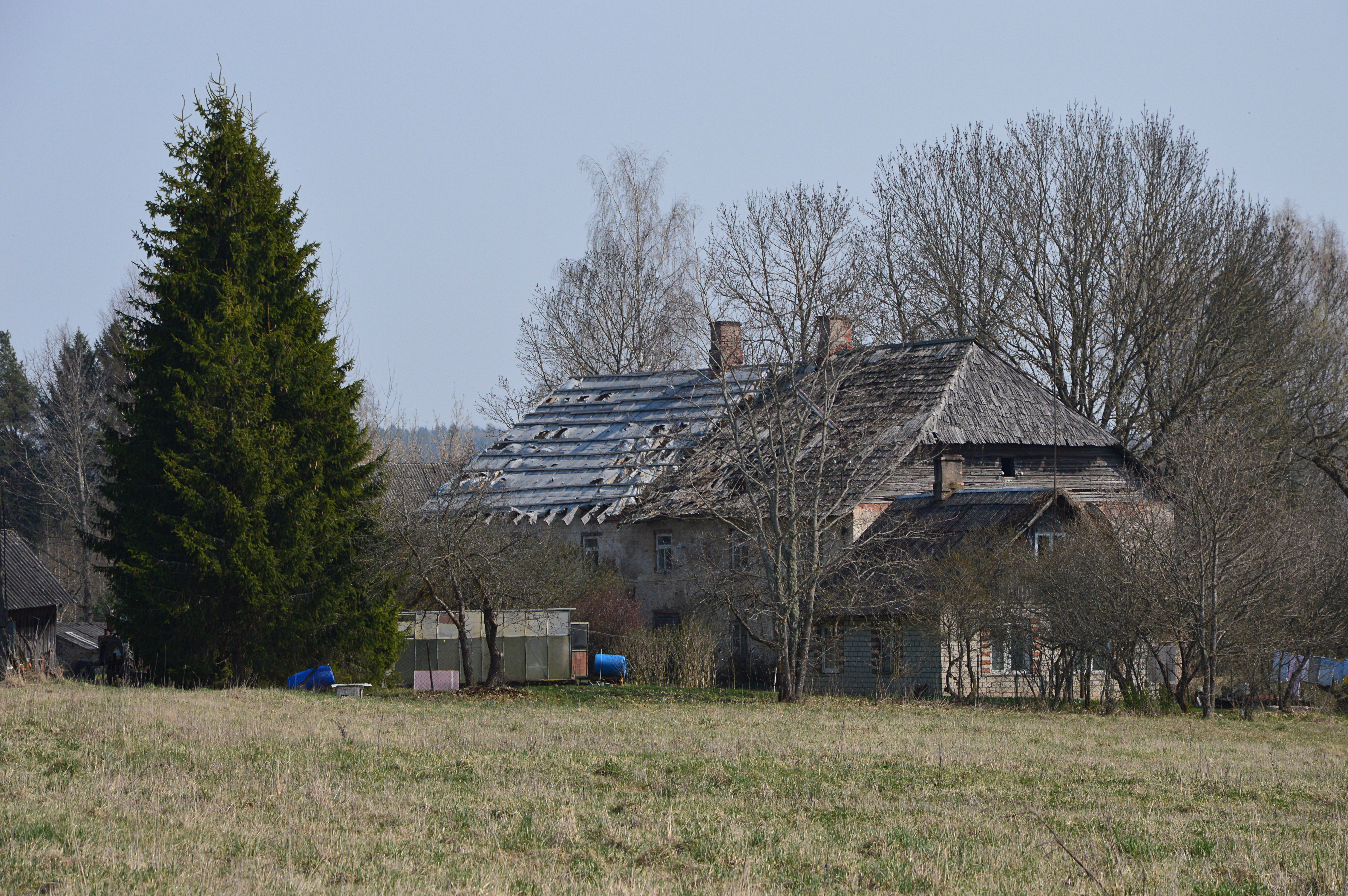
Een huis in Vana-Roosa
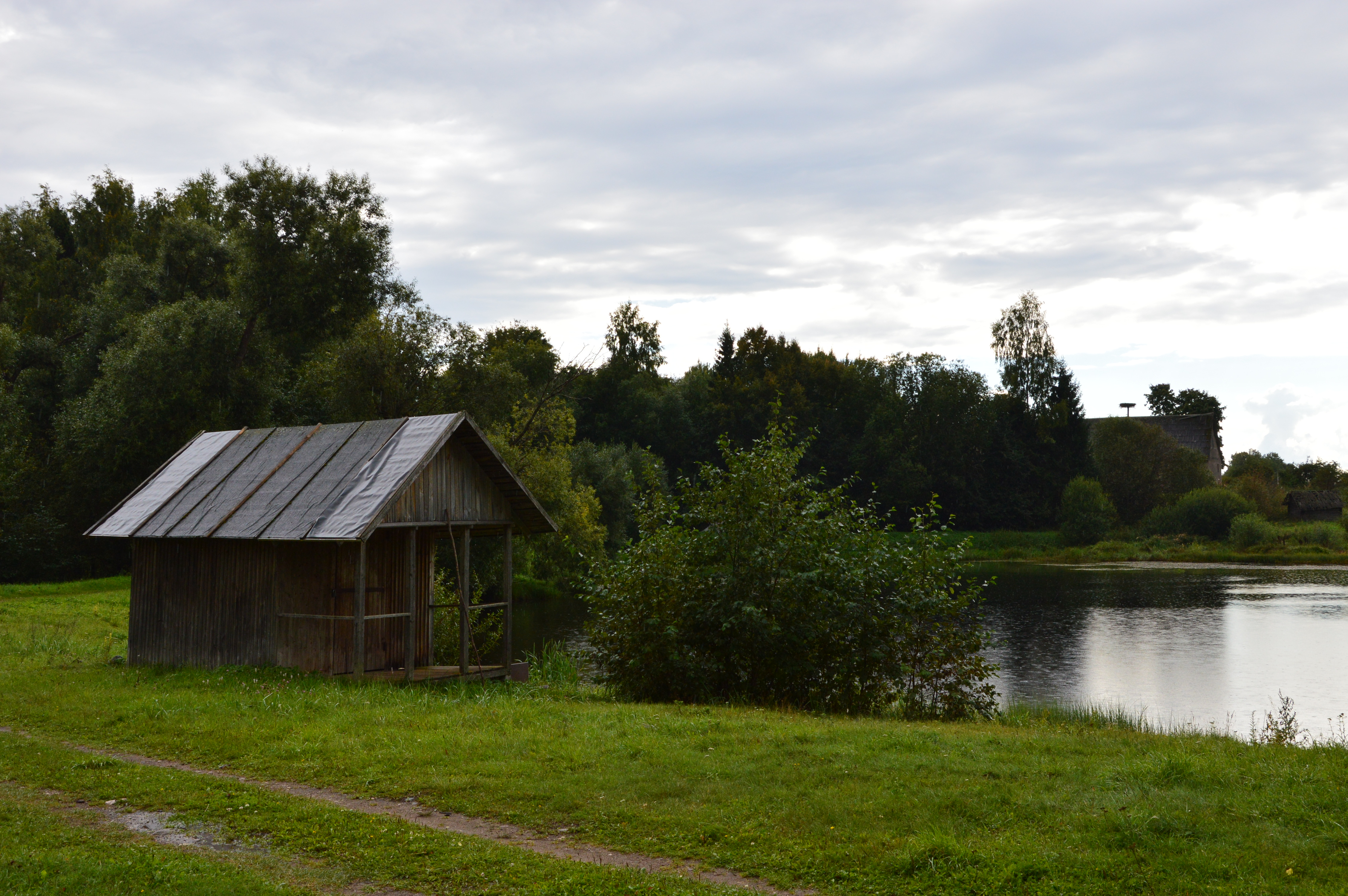
Het Vana-Roosa paisjärv
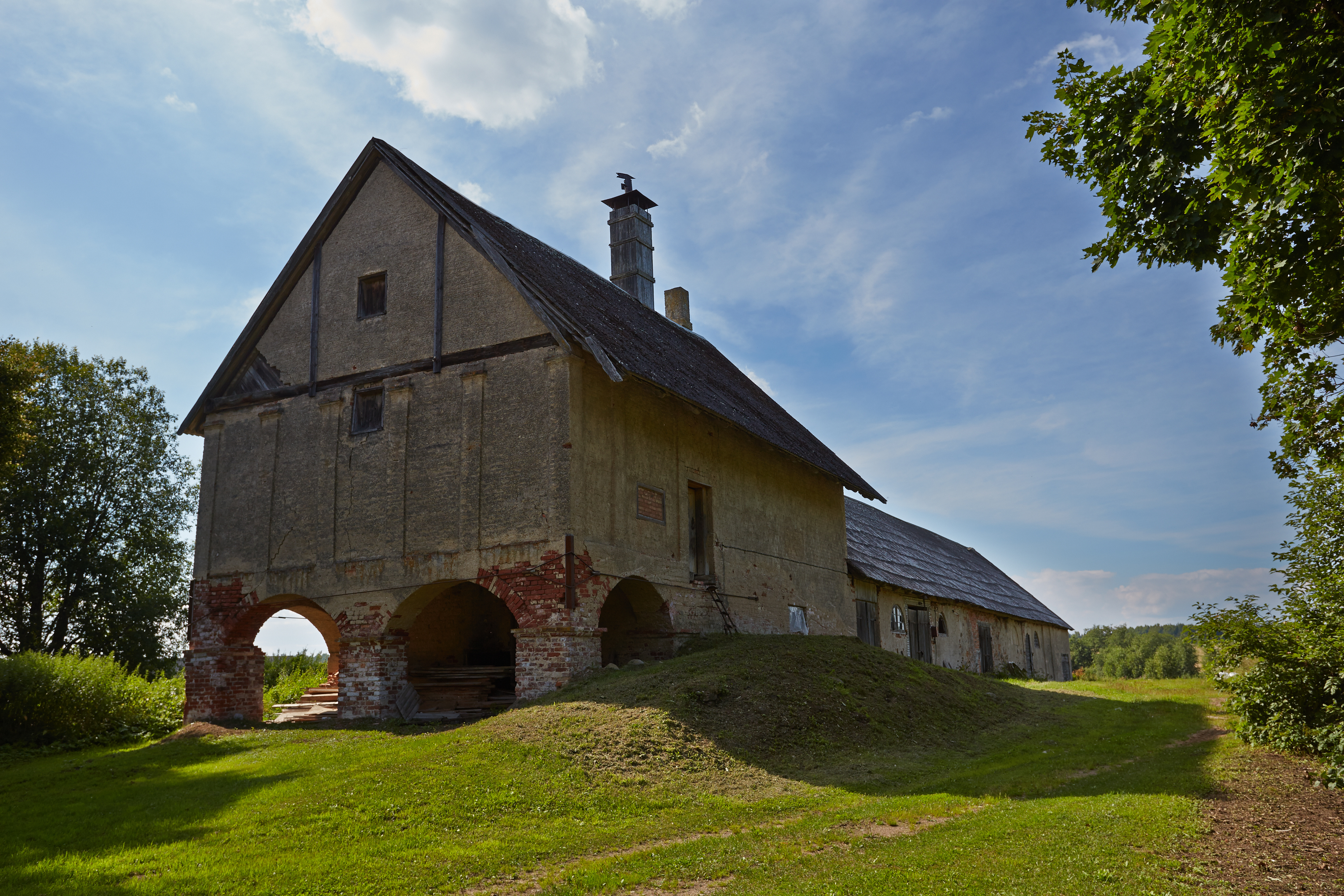
De vroegere droogschuur van het landgoed
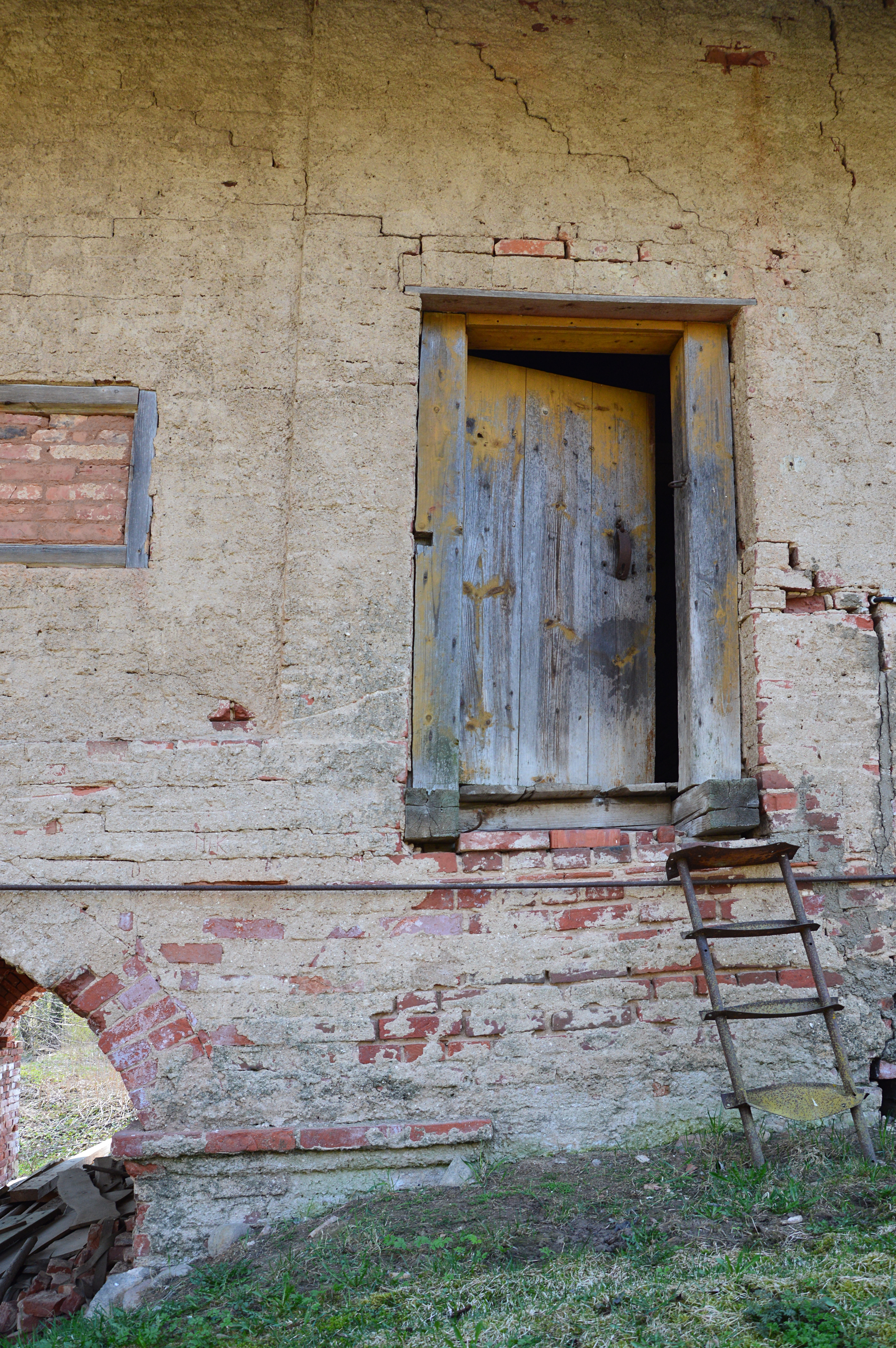
Ingang van de droogschuur
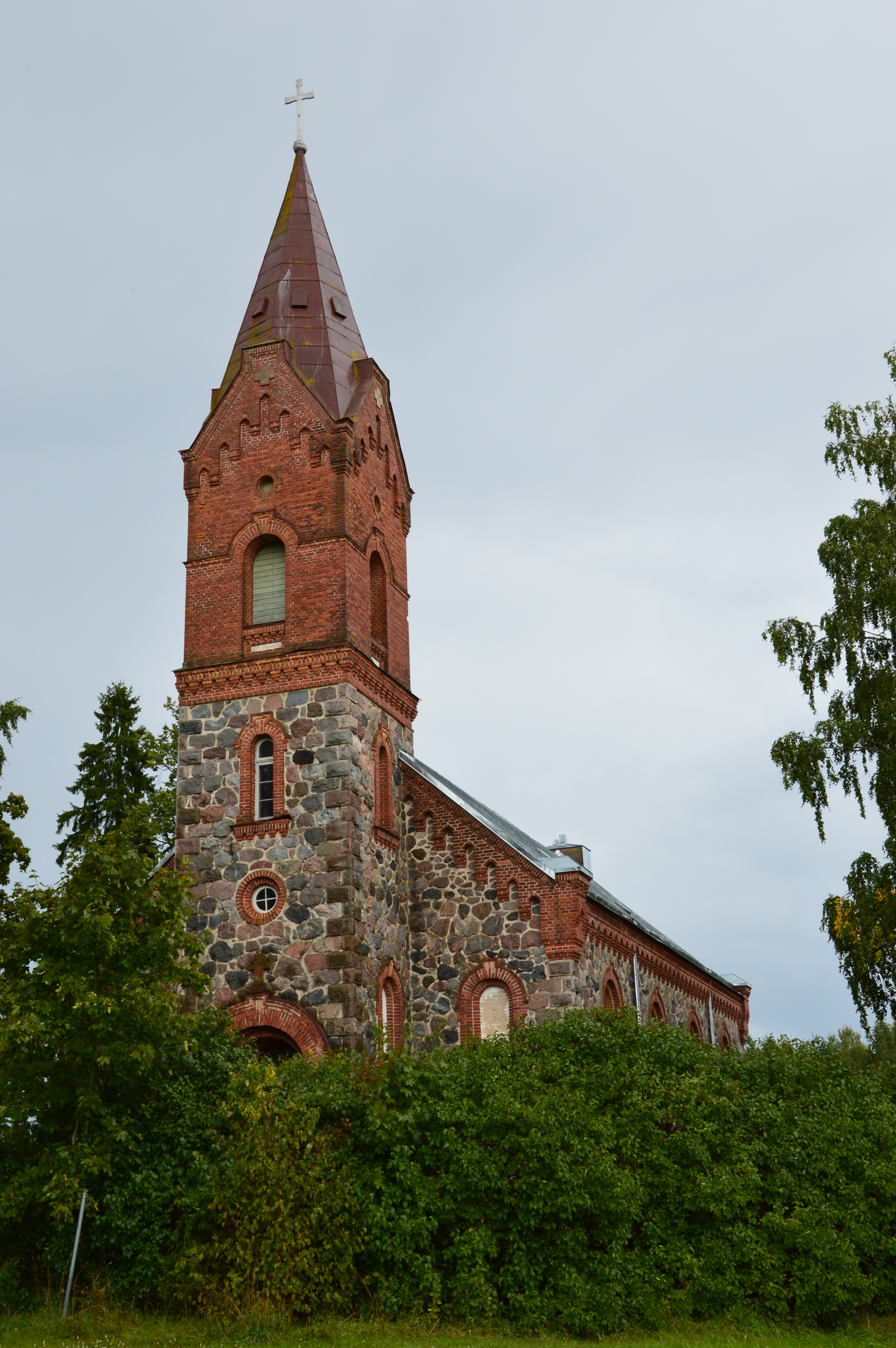
De kerk van Vana-Roosa
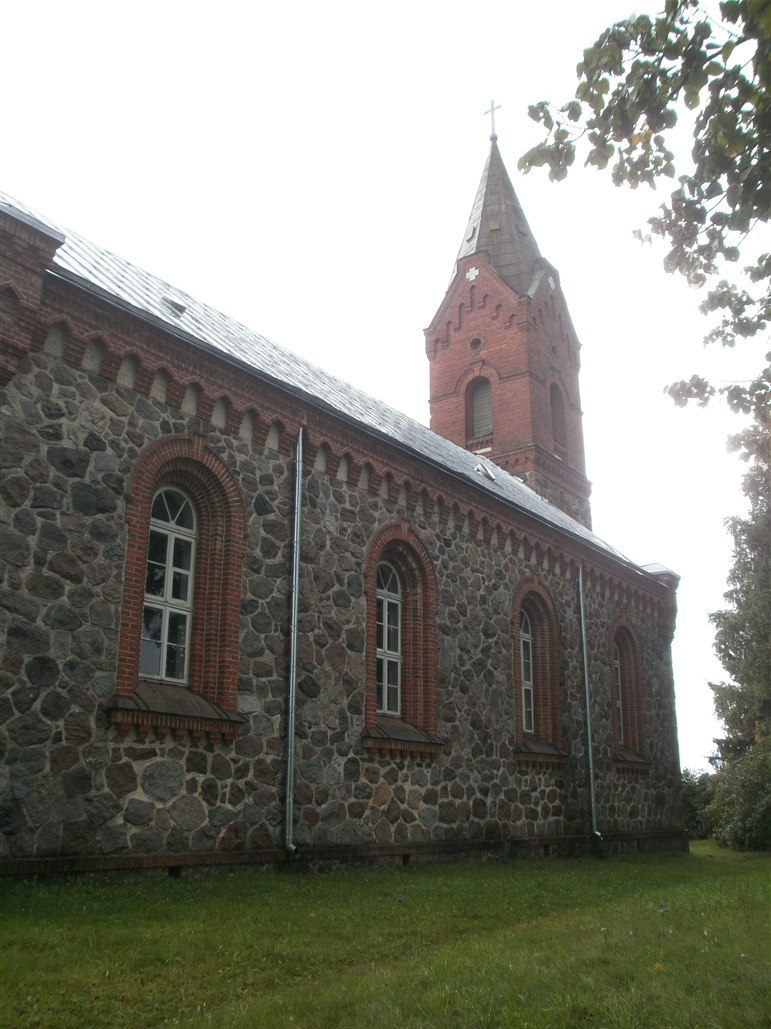
De kerk, zijaanzicht